# Куншперк
Куншперк (словен. Kunšperk) — поселення в общині Бистриця-об-Сотлі, Савинський регіон, Словенія. 
Висота над рівнем моря: 351 м.